# Арно Одон де Ломань
Арно Одон (фр. Arnaud Odon de Lomagne; ум. между 1264 и 1267) — виконт Ломани и Овиллара, в 1245—1246 граф Арманьяка и Фрезансака (по правам жены), в 1246—1255 регент этих графств.
Сын Одона V, виконта де Ломань.

Виконтство Ломань на карте Гаскони

Первым браком был женат на своей родственнице — Маскарозе I де Ломань, графине Арманьяка и Фезансака (ум. 1246). Она была сестрой и наследницей Бернара V д’Арманьяк, умершего в 1245 году.
Права Маскарозы оспорил её двоюродный брат Жеро, виконт де Фрезансагэ, который утверждал, что наследование должно проходить по мужской линии.
Началась война, в которой на стороне Жеро выступили Раймунд VII Тулузский и Альфонс де Пуатье, на стороне Арно Одона и Маскарозы — английский король Генрих III.
Победу одержал Арно Одон, сумевший сохранить за собой графства и после смерти жены, последовавшей в 1246 году. Он управлял Арманьяком и Фезансаком от имени дочери — Маскарозы II, до её замужества. Но после смерти Маскарозы II (1256) графства всё-таки достались виконту Жеро.
Овдовев, Арно Одон женился на другой своей кузине — Эскароне, дочери Жеро де Ломань, сеньора де Блазьер. Их сын Вециан III (ум. 1280) унаследовал виконтство Ломань.
Третьей женой Арно Одона была Мария д’Андюз, дочь Пьера де Жеводан. В этом браке родилась дочь Филиппа († 1286/1294), виконтесса де Ломань, жена перигорского графа Эли IX.